# Adobe Firefly
Adobe Firefly — семейство генеративных моделей  искусственного интеллекта, разработанный компанией Adobe. Firefly позволяет пользователям создавать и редактировать изображения, видео, аудио и текстовые эффекты с помощью текстовых команд (подсказок).
Firefly интегрирован в различные продукты Adobe Creative Cloud и доступен как отдельное веб-приложение.
Adobe Firefly обучен на наборе данных, состоящем из изображений Adobe Stock, работ со свободной лицензией и материалов, находящихся в общественном достоянии. Это позволяет создавать контент, безопасный для коммерческого использования, без нарушения авторских прав.

## История
Adobe Firefly был впервые анонсирован в сентябре 2022 года на конференции Adobe MAX.
Первоначально выпущен как публичная бета-версия в марте 2023 года, и в настоящее время доступен всем подписчикам Adobe Creative Cloud.
Adobe Firefly построен на базе Adobe Sensei — ИИ-платформы компании. Sensei уже использовалась для реализации различных функций в творческом ПО Adobe, таких как выделение объектов в Photoshop и автоматическое улучшение изображений в Lightroom.
Возможности Firefly были расширены для работы в Illustrator, Premiere Pro и Express, в частности для генерации фото, видео и аудио с целью улучшения или изменения отдельных частей медиаконтента.
Некоторые модели Adobe Firefly работают на платформе NVIDIA Picasso.
Google планировал использовать Firefly в Bard (ныне Gemini) в качестве генератора ИИ-изображений, но в итоге выбрал собственную модель Imagen.
Среди партнёров Adobe также числятся Mattel, IBM и Dentsu.
В демонстрационных материалах была показана возможность генерации вариаций фотографий.
В апреле 2025 года Adobe выпустила Adobe Firefly Image 4 и Firefly Image 4 Ultra Model в веб-приложении Adobe Firefly.